# Chalicotherium
A Chalicotherium az emlősök (Mammalia) osztályának páratlanujjú patások (Perissodactyla) rendjébe, ezen belül a fosszilis Chalicotheriidae családjába tartozó nem.

## Előfordulása
A felső oligocéntől az alsó pliocén rétegekig megtalálták Európában (Franciaország, Görögország, Magyarország, Németország), Ázsiában (India és Kína), valamint Afrika területén is.

## Megjelenése

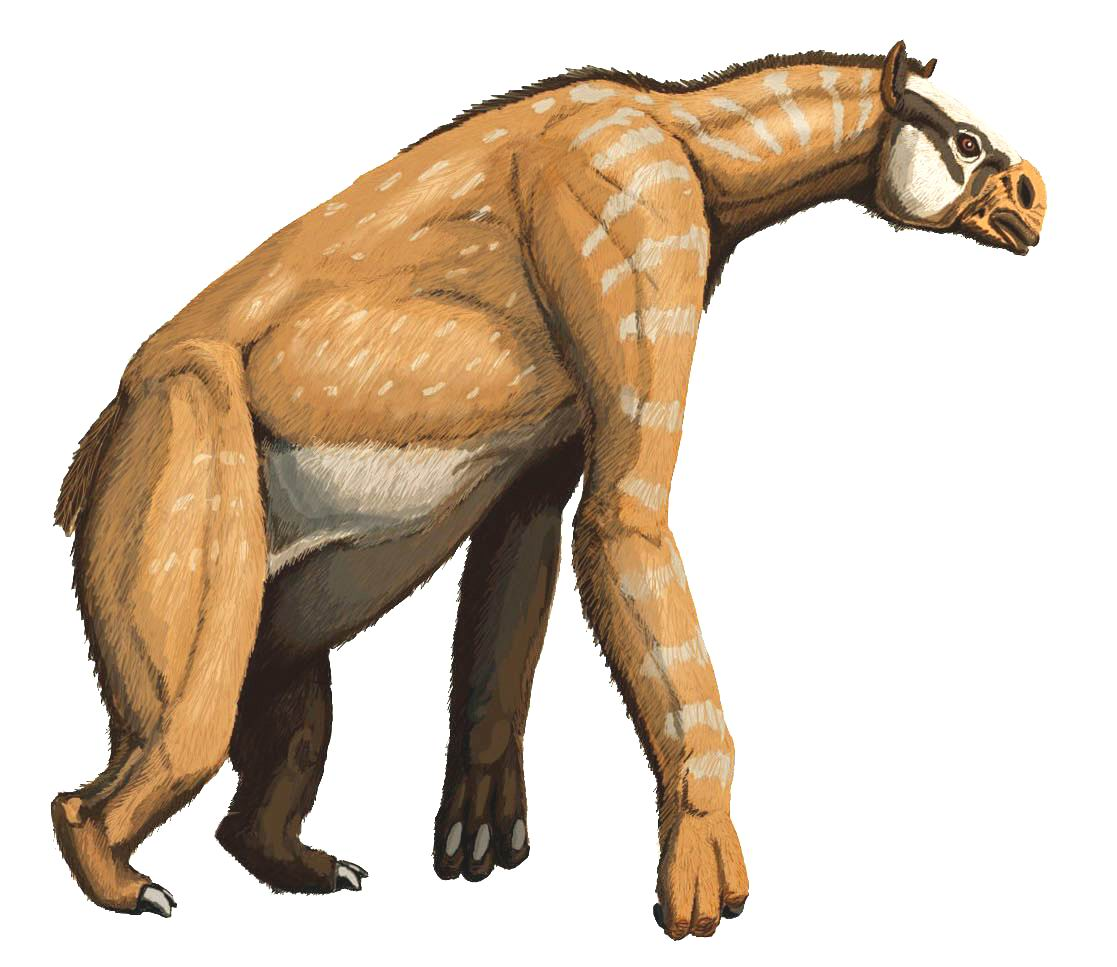
A Chalicotherium művészi rekonstrukciója

Óriási állat volt, hátsó rövid, de erős lábai vitték a tömege nagy részét, de mellső lábait is használta. Amikor négy lábon állt, és nem nyújtózkodott levelek után, 2,6 méter magas volt. Testtömege az 1500 kilogrammot is elérhette. Hosszú mellső lábain nagy karmok voltak, ezért az állat a kézfején járt, mint a mai sörényes hangyász (Myrmecophaga tridactyla).

## Életmódja
A karmait az ágak lehúzásához használta, hogy jobban hozzáférjen a fiatal levelekhez. Mivel a maradványok fogai nincsenek elkopva, arra következtethetünk, hogy válogatós állat volt, csak a zsenge hajtásokat és a fiatal leveleket fogyasztotta. A Chalicotherium legfőbb ellenségei a Hyaenodon gigas és az Amphicyon voltak, az utóbbi falkában támadhatta őt.

## Rokonai
Ez az állat távoli rokona az orrszarvúknak, lovaknak és tapíroknak. Az Ancylotherium jóval közelebbi rokona volt a Chalicotheriumnak, mint az előbbiek.

## Lelőhelyek
A maradványaikat Afrikában, Ázsiában és Európában találtak meg.

## Rendszerezés
A nembe az alábbi 3 elfogadott faj tartozik:
- Chalicotherium goldfussi J. J. Kaup, 1833 - típusfaj; késő miocén; Németország
- Chalicotherium brevirostris (Colbert, 1934) - Colbert először Macrotherium brevirostris-ként írta le; késő miocén; Mongólia, Kína
- Chalicotherium salinum (Forster Cooper) - Forster Cooper először Macrotherium salinum-ként írta le; kora pliocén; India. Később a középső és késő miocén kori Pakisztánban és Kínában is megtalálták.

Egyéb Chalicotherium taxonok, melyek manapság már nem érvényesek:
- Chalicotherium antiquum J. J. Kaup, 1833 - azonos a C. goldfussi-val; Németország.
- Chalicotherium cf. C. brevirostris Wang et al., 2001 - Kína.
- "Chalicotherium modicum" Stehlin, 1905 - nomen nudum; valójában egy Schizotherium priscum fog.
- "Chalicotherium" bilobatum Cope - oligocén; a kanadai Saskatchewan; Russel megalkotta vele az Oreinotherium nemet.
- Chalicotherium spp. - Tádzsikisztán két helységén talált maradványok, melyek meglehet, hogy két különböző állatfajhoz tartoznak.